# Vittonville
 Vittonville  es una población y comuna francesa, en la región de Lorena, departamento de Meurthe y Mosela, en el distrito de Nancy y cantón de Pont-à-Mousson.

## Demografía
| 81 | 75 | 110 | 87 | 100 | 110 |
| Para los censos de 1962 a 1999 la población legal corresponde a la población sin duplicidades (Fuente: INSEE [Consultar]) |    |     |    |     |     |